# 잉크 (영화)
잉크(Ink)는 미국에서 제작된 쟈맹 위낸스 감독의 2009년 액션, 판타지, SF 영화이다. 크리스토퍼 소렌 켈리 등이 주연으로 출연하였고 쟈맹 위낸스 등이 제작에 참여하였다.

## 출연

### 주연
- 크리스토퍼 소렌 켈리
- 퀸 헌차

### 조연
- 제시카 더피
- 제니퍼 배터
- 제레미 메이크
- 에미 익우아커
- 쉘비 말론
- 스티븐 브라운
- 마티 린지
- 메이즈 루세로
- 제이슨 코비엘로
- 스콧 워드
- 브래드 뉴먼
- 켄트 랜델
- 히스 C. 하이네
- 알렉스 하즈
- 로버트 마클
- 브라이언 테일러
- J 워커
- 스티븐 램버트

## 제작진
- 의상: 기오와 K. 위낸스